# The Shed at Dulwich
The Shed at Dulwich (англ. Сарай в Да́личі) — це вигаданий ресторан у садовому будиночку в місцевості Далич в Лондоні. Його створив журналіст Уба Батлер для Vice й успішно просував на сайті TripAdvisor, перетворивши на ресторан з найвищим рейтингом у Лондоні. «Ресторан» був відкритий на один вечір в листопаді 2017 року, обслуживши десять гостей, включно з парою з Каліфорнії.
Темою вигаданого ресторану були емоції; приблизний опис «раніше поданих емоцій» в меню звучить, наприклад, так: «Емпатія: Веганські молюски в прозорому бульйоні з пастернаком, морквою, селерою, картоплею. Подається з житніми чіпсами».
Обман виявився правдоподібним, оскільки справжні мікроресторани є модним трендом. Шеф-кухар Том Керридж започаткував реальний заклад під назвою The Shed навпроти свого гастропабу The Hand and Flowers у Марлоу. Під час запуску 2017 році, це місце рекламувалося як інтимний особистий простір для споживання їжі.